# Park Myung-sik
Park Myung-sik, più noto con il soprannome Il mietitore di organi (박명식?, Park Myung-sikLR; Sinpo, 1951 – Sinpo, ottobre 1991), è stato un serial killer nordcoreano.
Bisogna ricordare che tutte le informazioni che disponiamo riguardanti Park e il suo caso siano tratte solamente da fonti nordcoreane pesantemente censurate, rimaneggiate e non totalmente affidabili.

## Biografia
Non sappiamo nulla sull'infanzia di Park, le fonti ci dicono soltanto che nacque nella città portuale di Sinpo, nel 1951. Park lavorò per tutta la sua vita come operaio in una fabbrica, ove venne descritto dai suoi colleghi come una persona timida e taciturna. 
Pochi anni prima degli omicidi, Park iniziò a soffrire di cirrosi, a causa della quale si fece operare nell'ospedale di Hamhung, uno dei più prestigiosi in tutta la nazione. Sfortunatamente per Park, l'operazione non lo guarì ed egli continuò a soffrire di dolori molto forti. A quel punto Park confidò i suoi problemi di salute ad un collega, il quale gli disse che egli conosceva uno dei pochi guru rimasti (il governo nordcoreano aveva infatti bandito i guru, poiché essi credono e praticano lo sciamanesimo coreano e si rifiutano di seguire l'ideologia ufficiale nel paese: il juche) e che poteva metterlo in contatto con lui. Park incontrò tale guru in segreto, secondo le fonti in una zona periferica della città.
Il guru disse al mietitore di organi che l'unico modo per curare la sua malattia era quello di consumare fegati umani, preferibilmente di persone giovani. Difatti, secondo lo sciamanesimo coreano, la consumazione di fegati umani può guarire diverse malattie spesso considerate incurabili, fra cui anche il cancro. Secondo le fonti, Park era inizialmente riluttante all'idea di dover uccidere delle persone e praticarne l'antropofagia, ma, col peggiorare nel tempo delle sue condizioni, decise che sarebbe stato meglio guarire piuttosto che morire in agonia. 

## Omicidi
Il modus operandi di Park consisteva nel recarsi nelle fattorie collettive che popolano i villaggi rurali intorno a Sinpo e nel cercare studenti e studentesse di età compresa fra i 14 e i 17 anni (secondo il codice studentesco nordcoreano, ogni studente delle scuole superiori viene inviato a lavorare per un periodo di tempo variabile in una fattoria collettiva o una fabbrica). Tali studenti dormono insieme ai braccianti ordinari in grandi dormitori, che, durante la notte, a causa della scarsa sicurezza notturna e della mancanza di luce, sono facilmente accessibili. La prima vittima di Park fu una studentessa di 15 anni, uccisa l'aprile del 1990. Egli entrò di soppiatto in uno dei sopracitati dormitori e afferrò con forza la ragazza ancora addormentata, mettendole una mano sulla bocca per non farla urlare e infine pugnalandola alla schiena con un coltello. Mentre stava portando la ragazza gravemente ferita fuori dall'edificio, Park fu sorpreso da alcuni cani da guardia, che incominciarono ad abbaiare avvertendo il resto dei contadini che erano ancora assopiti nel dormitorio. Il mietitore di organi fu quindi costretto a fuggire in fretta e furia, abbandonando il corpo della studentessa ormai morente. Park riuscì a scappare e la ragazza fu immediatamente portata in ospedale, ma, a causa delle gravissime ferite, morì il giorno dopo. 
Pochi giorni più tardi, un contadino trovò il cadavere gravemente mutilato di un altro studente. Il corpo presentava infatti l'addome squarciato e l'assenza del fegato. Secondo le fonti nordcoreane, l'autopsia rilevò che ciò che uccise il ragazzo fu una profonda accoltellata alla schiena e che la mutilazione del cadavere era stata eseguita in seguito al decesso dello studente. Il dipartimento di polizia della città di Sinpo si mise immediatamente alla ricerca dell'assassino, ma nonostante le indagini non furono in grado di identificare il criminale. Alcuni giorni più tardi, il corpo di una ragazza diciassettenne fu rinvenuto nella piazza principale della città di Sinpo. Il cadavere presentava nuovamente gli stessi mutilamenti della vittima precedente (addome squarciato e mancanza del fegato). Inoltre, accanto al corpo della vittima c'era una lunga scia di sangue che si perdeva nei boschi. Secondo le fonti nordcoreane, ciò suggerì al dipartimento di polizia che la salma della ragazza fosse stata trasportata e non uccisa nella piazza. 
Tuttavia, a causa dell'incompetenza della polizia e della mancanza di tecnologia investigativa moderna, Park Myung-sik continuò a uccidere con lo stesso modus operandi, mietendo altre nove vittime. Gli efferati omicidi spaventarono quasi tutti i residenti della provincia di Hamgyŏng Meridionale, i quali si rifiutarono di uscire la sera e alcuni addirittura di andare a lavorare. Dal momento che il panico stava aumentando e che si stavano incrementando le proteste, la televisione centrale coreana, su ordine di Kim Jong-il, divulgò pubblicamente la notizia, rassicurando i cittadini. Secondo gli osservatori esterni, questa fu una delle poche notizie che la televisione di stato nordcoreana riportò con tono sorprendentemente neutrale.

## Arresto, processo ed esecuzione
All'inizio di ottobre dello stesso anno dell'inizio degli omicidi (1990), Park tentò di rapire la sua tredicesima vittima, uno studente in viaggio verso la fattoria collettiva a cui era stato assegnato. Tuttavia, sfortunatamente per il serial killer, il ragazzo seppe difendersi da Park, che però fuggì via dallo studente. Ad ogni modo, fu notato mentre scappava lungo la strada da alcune forze paramilitari, che lo immobilizzarono e lo portarono nella questura più vicina, ove Park fu interrogato. Secondo le fonti, durante l'interrogatorio, il mietitore di organi non oppose alcuna resistenza e rispose a tutte le domande che gli fecero. Descrisse nei minimi dettagli tutti i 12 omicidi, dichiarandosi colpevole per ognuno di loro e rivelando di aver mangiato il fegato delle sue vittime. Alla domanda perché avesse compiuto tutto ciò, Park raccontò della sua malattia e della storia del guru, di cui fornì ogni informazione che era in suo possesso. Il guru fu arrestato quello stesso giorno.
Il processo di Park si tenne nella prima metà di ottobre del 1991, davanti al tribunale del popolo della città di Sinpo. Come avvenuto in questura, si dichiarò colpevole e fu dunque condannato a morte dalla corte per omicidio e atti di cannibalismo. Nello stesso mese, Park fu giustiziato tramite fucilazione in un'esecuzione pubblica. In contemporanea al processo di Park, fu tenuto quello del guru che lo aveva spinto a compiere tali atrocità. Proprio a causa di ciò, egli fu condannato a 15 anni di colonia penale con l'accusa di attività anti-rivoluzionarie e istigazione all'omicidio. Secondo un articolo del Rondong Sinmun, il guru fu rilasciato nel 2006 e reinserito nella società.

## Popolarità nel mondo occidentale
Il caso di Park Myung-sik non ebbe popolarità nel mondo occidentale fino al 2006, quando un famoso giornale online sudcoreano che si occupa delle notizie riguardanti il Nord, il Daily NK, riprese il sopracitato articolo del Rodong Sinmun, ridicolizzando i mezzi antiquati che la polizia nordcoreana possiede per mantenere l'ordine pubblico. L'articolo ebbe un grande successo e così Park Myung-sik divenne l'unico serial killer nordcoreano di cui noi occidentali siamo a conoscenza.